# Pseudolaophonte glemareci
Pseudolaophonte glemareci är en kräftdjursart som beskrevs av Nicolaus Gustavus Bodin 1977. Pseudolaophonte glemareci ingår i släktet Pseudolaophonte och familjen Laophontidae. Inga underarter finns listade i Catalogue of Life.